# オルデリーコ・マンフレーディ2世
オルデリーコ・マンフレーディ2世（Olderico Manfredi II, 975/92年 - 1041年）は、11世紀前半のトリノ辺境伯およびスーザ伯。アルドゥイーノ家（Arduinici）の最後の男系子孫であり、娘アデライデが領地の大部分を継承した。また、アデライデの夫であるサヴォイア伯オッドーネがトリノ辺境伯となった。二人の子孫のサヴォイア家は、後にサルデーニャおよびイタリアの王となる。

## 生涯
オルデリーコ・マンフレーディ2世は、オルデリーコ・マンフレーディ1世とプランガルダ（カノッサ伯アダルベルト・アットーの娘）との間の子として、トリノで生まれた。1000年に、祖父アルドゥイーノ (Arduin Glaber) が築いた広大なトリノ辺境伯領を相続した。1001年7月31日の皇帝の特許状において、オルデリーコ・マンフレーディの忠勤に対し、皇帝オットー3世が領地の追認と特権の付与を行っている。
オルデリーコは、相続後すぐに、イヴレーア辺境伯アルドゥイーノおよびハインリヒ2世と対峙し、権力の拡大をはかった。イタリア王国を巡っての争いでは、イヴレーア辺境伯領の代償に、広大な領地を手に入れた。
オルデリーコの領地は、トリノ、イヴレーア、アルベンガ、ヴェンティミーリア、アウリアーテ、トルトーナおよびヴェルチェッリにまで及んでいたが、オルデリーコおよび妻のベルタによって出された2つの特許状（1021年のアダルギスの息子シジフレド神父への売却、および、1031年のトリノのサン・ソルトーレ修道院への寄付）からは、オルデリーコが領地をよく治めていたことが窺える。アルドゥイーノとハインリヒ2世の間の争いでは、オルデリーコは慎重に双方との対立を避け、軍を率いて次第に領土を拡げ（1016年にはトスカーナ辺境伯ボニファーチョ4世と争っていた）、領内において権力を確立させていった。1024年、ハインリヒ2世が死去し、オルデリーコはコンラート2世がローマ王に選出されたのに対抗して、アキテーヌ公ギヨーム5世をイタリア王位に就けようとしたが、失敗に終わった。
オルデリーコはトリノに居城を持っていたが、中世の他の領主と同様にそこにとどまることはなく、広大な領土を支配するために各地の城を転々とした。オルデリーコの娘アデライデはトリノを首都とするのをやめ、スーザを本拠地としたとも言われるが、それは誤りであり、アデライデは他よりも頻繁にトリノに滞在している。
1028年頃、オルデリーコ・マンフレーディは弟アスティ司教アルリーコ（Alrico）、ミラノ大司教アリベルト（Ariberto da Intimiano）およびトリノ司教ランドルフォ（Landolfo）とともに、モンフォルテで起こった異端の動きを鎮圧した。
オルデリーコはスーザのサンタ・マリア・マッジョーレ大聖堂やノヴァレーザ修道院 (Novalesa Abbey) を再建した。1028年5月、オルデリーコは妻ベルタとともに、カラマーニャにサンタ・マリア女子修道院を創建した。翌1029年7月には、ノヴァレーザの聖ジュスト (it:Giusto di Novalesa) の聖遺物を納めるため、妻ベルタおよび弟アスティ司教アルリーコとともに、スーザにベネディクト会のサン・ジュスト修道院を創建した。サン・ジュスト修道院の教会は現在はスーザ大聖堂 (Susa Cathedral) となっている。
また、オルデリーコは、エジッレスおよびバルドネッキアを要塞化した。
オルデリーコはトリノ大聖堂に葬られた。

## 子女
1014年以前にオルデリーコはベルタと結婚し、3人の娘をもうけた 。
- アデライデ（1014/20年 - 1091年） - スーザ女伯、シュヴァーベン公ヘルマン4世と結婚、エンリコ・ディ・モンフェッラートと再婚、オッドーネ・ディ・サヴォイアと再々婚。
- インミッラ（イルムガルト、エルメンガルト）（1020年頃 - 1078年） - シュヴァーベン大公オットー3世と結婚、1058年にマイセン辺境伯エクベルト1世と再婚。
- ベルタ（1020/4年 - 1064年以降） - 西リグーリア辺境伯オットーネ（アレラーミチ家）と結婚。二人はデル・ヴァスト家の祖となる。